# Syscia
Syscia (лат.) — род муравьёв из подсемейства Dorylinae. 38 видов, ранее включавшиеся в род Cerapachys.

## Распространение
Неарктика, Неотропика, Палеарктика, Юго-Восточная Азия.

## Описание
Мелкие муравьи (около 3 мм) коричневого цвета, мономорфные, с обильным коротким опушением. Самки всех типов: нормальные с крыльями, брахиптерные и эргатоидные.
Стебелёк двухчлениковый, но явные перетяжки между следующими абдоминальными сегментами отсутствуют. Проното-мезоплевральный шов развит.
В усиках рабочих и самок 11- или 9 члеников (у самцов 12). Оцеллии отсутствуют, сложные глаза редуцированные (1—5 фасеток) или отсутствуют. Нижнечелюстные щупики рабочих 2-члениковые (у самцов 4), нижнегубные щупики состоят из 2 сегментов (у самцов 2). Средние и задние голени с одной гребенчатой шпорой. Куколки голые (коконы отсутствуют). Гнездятся в почве.

## Систематика
Более 30 видов. Род Syscia Roger, 1861 был впервые описан в 1861 году по типовому виду Syscia typhla.
В дальнейшем Syscia рассматривался подродом или синонимом рода Cerapachys (Bolton 2003).
В 2016 восстановлен в самостоятельном родовом статусе в ходе ревизии всех кочевых муравьёв, проведённой американским мирмекологом Мареком Боровицем (Marek L. Borowiec, Department of Entomology and Nematology, Калифорнийский университет в Дейвисе, Дейвис, штат Калифорния, США).
Syscia близок к сестринской группе Eusphinctus + Ooceraea. Первоначально род входил в состав подсемейства Cerapachyinae. В 2014 году было предложено (Brady et al.) включить его и все дориломорфные роды и подсемейства в состав расширенного подсемейства Dorylinae.
В 2020 и 2021 годах были описаны более 30 новых видов.
- Syscia amblyogyna Longino & Branstetter, 2021
- Syscia atitlana Longino & Branstetter, 2021
- Syscia augustae (Wheeler, W. M., 1902) — США
- Syscia austrella Longino & Branstetter, 2021
- Syscia benevidesae Longino & Branstetter, 2021
- Syscia borowieci Longino & Branstetter, 2021
- Syscia boudinoti Longino & Branstetter, 2021
- Syscia brachyptera Longino & Branstetter, 2021
- Syscia chaladthanyakiji Jaitrong et al., 2020
- Syscia chiapaneca Longino & Branstetter, 2021
- Syscia disjuncta Longino & Branstetter, 2021
- Syscia grandis Longino & Branstetter, 2021
- Syscia honduriana (Mann, 1922) — Гондурас
- Syscia humicola (Ogata, 1983) — Япония
- Syscia jennierussae Longino & Branstetter, 2021
- Syscia lacandona Longino & Branstetter, 2021
- Syscia latepunctata Longino & Branstetter, 2021
- Syscia machaquila Longino & Branstetter, 2021
- Syscia madrensis Longino & Branstetter, 2021
- Syscia minuta Longino & Branstetter, 2021
- Syscia murillocruzae Longino & Branstetter, 2021
- Syscia parietalis Longino & Branstetter, 2021
- Syscia parva Longino & Branstetter, 2021
- Syscia persimilis Longino & Branstetter, 2021
- Syscia pervagata Longino & Branstetter, 2021
- Syscia peten Longino & Branstetter, 2021
- Syscia pollula Longino & Branstetter, 2021
- Syscia quisquilis Longino & Branstetter, 2021
- Syscia reticularis Jaitrong et al., 2020
- Syscia setosa Longino & Branstetter, 2021
- Syscia sumnichti Longino & Branstetter, 2021
- Syscia ticomontana Longino & Branstetter, 2021
- Syscia tolteca (Forel, 1909a) — Гватемала
- Syscia transisthmica Longino & Branstetter, 2021
- Syscia truncata Longino & Branstetter, 2021
- Syscia typhla Roger, 1861 — Шри-Ланка
- Syscia valenzuelai Longino & Branstetter, 2021
- Syscia volucris Longino & Branstetter, 2021